# Paulsenella chaetoceratis
Paulsenella chaetoceratis is een soort in de taxonomische indeling van de Myzozoa, een stam van microscopische parasitaire dieren. Het organisme komt uit het geslacht Paulsenella en behoort tot de familie Chytriodiniaceae. Paulsenella chaetoceratis werd in 1912 ontdekt door E. Chatton.